# Johann Adolf von Loe zu Wissen (Domherr, nach 1747)
Johann Adolf von Loe zu Wissen (* nach 1747, † nach 1783) war Domherr in Münster.

## Leben
Johann Adolf von Loe zu Wissen war der Sohn des ehemaligen Domherrn Franz Karl von Loe zu Wissen und dessen Gemahlin Gräfin Maximine von Horrion-Kolonster. Im Jahre 1780 erhielt er von seinem Onkel Johann Adolf eine Münstersche Dompräbende, auf die er schon drei Jahre später zugunsten seines Bruders Clemens August verzichtete.